# Stephen Hickman
Pour les articles homonymes, voir Hickman.
Stephen Hickman est un illustrateur américain, né le 9 avril 1949 à Washington et mort le 16 juillet 2021. Il a dessiné les couvertures d'environ 350 livres et magazines de science-fiction et de fantasy.

## Biographie
Fils de John F. et de Mary Lee Hickman, Stephen voyage beaucoup dans sa jeunesse du fait du métier de son père, diplomate ; il vit à Manille et à Karachi, au Texas et en Arizona, avant de retourner dans le secteur de Washington, à Alexandria en Virginie. Il y fait ses études, à l'école d'art Francis-Hammond puis au Richmond Professional Institute (en).
La carrière professionnelle de Hickman commence en 1972 lorsqu'il obtient une commande pour un motif de T-shirt. Il réalise sa première illustration de livre deux ans  plus tard, pour Charles Volpe, directeur artistique d'Ace Books ; ses dessins servent aux réimpressions des Ace Doubles dans la collection « Classics of Science-Fiction ». Il a aussi réalisé une série de timbres de fantasy pour les services postaux américains.
Stephen Hickman a également édité deux ouvrages personnels :
- (en) The Fantasy Art of Stephen Hickman, Donning Company Publishers, 1989, livre d'illustrations  (ISBN 0898657601 et 978-0898657609),
- (en) The Lemurian Stone, Ace, 1988, roman  (ISBN 0441503667 et 978-0441503667).

Il reçoit un prix Hugo en 1993 pour l'ensemble de sa carrière, et a remporté cinq prix Chesley.